# インターナショナルセーフスクール
インターナショナルセーフスクール（英:International Safe Schools）とは、心身の健康をケアし、その健康を害する原因となる事故、いじめ、暴力を予防することで、学校の安全を推進する活動をいう。また、インターナショナルセーフスクールであることを国際的に認証する制度が世界保健機関（WHO）によって整備されている。略称は「ISS」

## 概要
インターナショナルセーフスクールに認証されるためには、児童生徒の心身の健康をケアし、その健康を害しないための仕組みが確立されていることが条件となる。3年ごとに認証が見直され、心身の健康をケアする質が低下していると認められた学校は、認証から除外される。世界全体では130校がインターナショナルセーフスクールと認証されている。

## 認証校

### 日本
- 大阪教育大学附属池田小学校（2010年3月5日認証[3]）